# Etheostoma erythrozonum
Etheostoma erythrozonum és una espècie de peix pertanyent a la família dels pèrcids.

## Descripció
- Pot arribar a fer 7,1 cm de llargària màxima.
- Cos gros, robust, de color fosc al dors i blanc al ventre.
- Té un seguit de taques fosques al llarg dels flancs.
- L'opercle és parcialment escatat mentre que el clatell ho és completament.
- Presenta dimorfisme sexual extrem durant l'època reproductiva.[1][2]

## Hàbitat
És un peix d'aigua dolça, bentopelàgic i de clima temperat (37°N-39°N, 90°W-92°W).

## Distribució geogràfica
Es troba a Nord-amèrica: conca del riu Meramec (Missouri).

## Observacions
És inofensiu per als humans.